# Шклярня (Нижньосілезьке воєводство)
Шклярня (пол. Szklarnia, нім. Gläsendorf) — село в Польщі, у гміні Мендзилесе Клодзького повіту Нижньосілезького воєводства.
Населення — 191 особа (2011).
У 1975-1998 роках село належало до Валбжиського воєводства.

## Демографія
Демографічна структура станом на 31 березня 2011 року:
|          | Загалом | Допрацездатний вік | Працездатний вік | Постпрацездатний вік |
| -------- | ------- | ------------------ | ---------------- | -------------------- |
| Чоловіки | 97      | 20                 | 65               | 12                   |
| Жінки    | 94      | 24                 | 50               | 20                   |
| Разом    | 191     | 44                 | 115              | 32                   |